# Roger
Roger Smith (eredeti hangja Seth MacFarlane) egy űrlény, az Amerikai fater című animációs sorozat egyik főszereplője. Rendkívül önző, goromba és gúnyosan beszél, anális úton képes mások emlékeinek elnyerésére, emellett teljesen tűzálló. Roger azután költözött a Smith családhoz, miután megmentette Stan Smith életét, az 51-es körzetben. Feltűnősködő beszédstílusa Paul Lynde amerikai komikus és színész beszédmodorát parodizálja ki.